# Horatio Herbert Kitchener
Horatio Herbert Kitchener (24. lipnja 1850. – 5. lipnja 1916.), bio je britanski feldmaršal, u doba britanskih kolonijalnih ratova krajem 19. stoljeća i na početku Prvog svjetskog rata.
Kitchener se proslavio 1898. godine nakon pobjede kod Omdurmana., nakon koje je Britanija ponovno zavladala nad Sudanom. Za tu pobjedu dobio je titulu "Lord Kitchener od Kartuma". Kao načelnik vrhovnog štožera (1900. – 1902.) za Drugoj burskog rata imao je ključnu ulogu u podršci Lordu Robertsu u slamanju Burske republike. Zatim je naslijedio Robertsa kao glavno komandirajući u Južnoj Africi. U to vrijeme Buri su promijenili taktiku i pokrenuli gerilsku borbu, kao protumjeru Kitchener je internirao brojne burske civile u koncentracijske logore.
Od 1902. do 1909. godine Kitchener je bio na dužnosti vrhovnog zapovjednika britanskih snaga u Indiji. Vrijeme provedeno u Indiji prošlo mu je u velikom razmimolaženju s vicekraljem Indije markizom Lordom Curzonom koji je na kraju podnio ostavku. Nakon Indije Kitchener se vratio u Egipat kao generalni konzul (de facto vicekralj).
Odmah na početku rata 1914. godine Prvog svjetskog rata imenovan je za ministra obrane. Bio je jedan od rijetkih ljudi u vladi koji su predvidjeti da će to biti dugi rat. Na njega je pala krivnja u proljeće 1915. godine zbog nedostatka streljiva (nedostatak čahura).
To je bio jedan od događaja koji je doveo do pada vlade, i formiranja nove koalicijske vlade, a Kitcheneru je oduzet nadzor nad nabavom i strategijom.
Poginuo je u 1916. godine blizini Orkneyskih otoka kada je krstarica Hampshire s kojom je krenuo na pregovore u Rusiju, naletjela na njemačku minu i potonula.

## Životopis

### Rani život
Kitchener je rođen na farmi Ballylongford Listowel, u grofoviji Kerry u Irskoj, kao sin 
potpukovnika Henryja Horatio Kitchenera (1805. – 1894.) i Frances Anne Chevallier-Cole. Njegov otac inače Englez, kupio je imanje u Irskoj, u vrijeme kad je Britanija davala poticije za englesku kolonizaciju Irske. Obitelj se preselila u Švicarsku kad mu je majka obolila od tuberkuloze, od koje je i umrla 1864. godine.
Kitchener se školovao u Švicarskoj i na britanskoj Kraljevskoj vojnoj akademiji u Woolwichu. Kako je simpatizirao Francusku i bio željan pustolovina, pridružio se Francuskoj
bolničarskoj jedinici u Francusko-pruskom ratu. S bojišnice ga je odveo otac natrag u Englesku nakon što je obolio od upale pluća.
Primljen je na službu u jedinicu Kraljevske inženjerije 4. siječnja 1871. godine. Nakon toga služio je u Palestini, Egiptu i Cipru i radio kao geometar na izradi topografskih zemljovida, tu je savladao arapski, i pripremio detaljne topografske zemljovide područja.

### Služba u Palestini
U dobi od 24 godine, Kitchener je 1874. godine poslan u Palestinu da izradi topografske zemljovide tog teritorija umjesto Charlesa Drakea koji je umro od malarije. Kitchener i njegov kolega inženjer Claude R. Conder obavili su taj zadatak između 1874. – 1877. godine, i napravili karte Izraela, Zapadne obale i Gaze. Nisu uspjeli obaviti posao kod Galilejskog jezera prema granici Libanona, zbog napada domaćeg stanovništva.

### Služba u Egiptu, Sudanu i Kartumu
Kitchener je nakon toga radio kao britanski vicekonzul u Anadoliji. Od 1883. godine, kao britanski kapetana, upućen je u Egipat, britansku marionetsku koloniju, koja je formalno bila pod otomanskim suverenitetom. Tu je postao bembaša (major) egipatske vojske koju su uglavnom trenirali i vodili britanski časnici. U tom poslu mu je pomoglo stečeno znanje arapskog. Tad je umrla njegova zaručnica, i možda jedina žena ljubav njegova života – Hermiona Baker, od tifusa u Kairu, tako da se nije oženio niti imao djece.
Pri kraju 1880-ih godina postao je pukovnik i guverner Teritorija Crveno more, u praksi se to sastojalo samo od sudanske luke Suakin s okolicom. Nakon što je postao serdar (brigadni general) egipatske vojske 1892. godine i General-major britanske, poveo je 1896. godine veće zajedničke britansko-egipatske snage u dolinu Nila. Kitchener je prvo izgradio željeznicu da si osigura opskrbu oružjem i dovođenje pojačanja. Tek nakon toga pobijedio je mahdijevce u odlučnoj Bitci kod Omdurmana 2. rujna 1898. godine. Ta pobjeda donijela mu je nacionalnu slavu, postao je ađutant kraljice Viktorije i zapovjednik viteza od Batha. No druga strana medalje, otkrila je Kitchenerovu brutalnost, on je nakon pobjede kod Omdurmana, naredio da se grobnica Mahdija razruši, a njegovi ostatci razbacaju. No Kitchenerova brutalnost i nepokolebljiva odlučnost spriječila je rat između Francuske i Velike Britanije, on je zabranio daljnje kretanje francuske vojne ekspedicije pod zapovjedništvom kapetana Marchanda prema Fašodi (Fašoda incident).
Nakon toga Kitchener koji je u međuvremenu proglašen barunom, otpočeo je s programom obnove Sudana. Osnovao je školu Gordon Memorial College, obnovio džamiju u Kartumu, proglasio vjersku toleranciju, ali pazio da kršćanski misionari ne pokušavaju nasilno obraćati muslimane i proglasio petak neradnim u skladu s lokalnom islamskom praksom.
Kitchener je reformirao zakon o dugovima, i na taj način sprečio lokalne bogataše
da se domognu imovine zaduženih seljaka, jamčeći im posjed od 2 hektara. Uspio je zaustaviti
daljnji odljev novca u ruke egipatskog kediva, i na taj način poboljšati život običnih Sudanaca.

### Drugi burski rat
Za vrijeme Drugog Burskog rata (1899. – 1902.), Kitchener je stigao u Južnu Afriku 
s velikim britanskim pojačanjem u prosincu 1899. godine. Službeno on je bio načelnik štožera, no u 
praksi je bio drugokomandujući na tom frontu. Nakon slamanja burskih regularnih jedinica, Kitchener je u studenom 1900. godine zamijenio Robertsa na mjestu glavnokomandirajućeg i uspio skršiti otpor burskih gerilaca.
Kitchener je uspio u slamanju burskog otpora provodeći brutalnu politiku spaljenje zemlje, rušeći burske farme, klanjem stoke, internacijom burskih civila u koncentracijske logore, što je izazvalo val kritika širom svijeta pa i u samoj Britaniji (Emily Hobhouse).
Nakon prestanka ratnih aktivnosti i potpisivanja Mirovnog ugovora u Vereenigingu 1902. godine Kitchener je unaprijeđen iz čina general bojnik u generala i dobio puno počasnih titula i odlikovanja.

### Služba u Indiji i Egiptu
Nakon obavljenog posla u Južnoj Africi Kitchener je upućen u Indiju na dužnost vrhovnog zapovjednika britanskih snaga u Indiji.
Od 1902. do 1909. godine Kitchener je uspio reorganizirati indijsku vojsku. Ispočetka su njegovi potezi bili podržavani od vicekralja Indije markiza Lorda Curzona koji je osobno lobirao da Kitchener dobije tu dužnost. No nakon nekog vremena odnosi među njima stali su se zaoštravati oko pitanja vojne uprave. Kitchener je htio koncentrirati svu vojnu moć u svom uredu, a Curzon se tome protivio, na kraju je Curzon morao podnijeti ostavku.
Kitchener je unaprijeđen u feldmaršala, najviši britanski čin 1910. godine, nakon
toga otišao je na turneju po svijetu. Osobno je htio postati potkralj Indije, ali 
ljudi iz londonske vlade nisu bili za to da vojnik postane potkralj.
Nakon tog se Kitchener se vratio u Egipat kao britanski generalni konzul za Egipat (1911. – 1914.). Zapravo to je bilo mjesto stvarnog vladara Egipta i Sudana, kojim je formalno vladao kediv Abas Hilmi II  (kao otomanski vazal).
Kitchener je 29. lipnjaa 1914. godine proglašen grofom (earl) od Kartuma i Broome

## Prvi svjetski rat
Odmah na početku rata 1914. godine Prvog svjetskog rata tadašnji premijer Asquith imenovao je Kitchenera za ministra obrane. Kitchener je za razliku od većine, dobro predvidio da će to biti dugi rat, koji zahtjeva velike ljudske i materijalne snage i puno žrtava. Pokrenuo je masovno novačenje, a da bi ona bila što uspješnija, – tiskan je njegov lik na plakatu, uz jednostavni slogan Trebam te, koji je ostao trajna inspiracija za kopiranje i parodiranje do danas.
U nastojanju da pronađe način da se smanji pritisak na zapadnu bojišcicu, Lord Kitchener predložio je invaziju otomanskog grada Aleksandrete s australskim, novozelandskim i indijskim jedinicama. Kraj oko Aleksandrete bio je naseljen brojnim kršćanskim stanovništvom, a ona je bila i čvorište željezničke mreže. Njeno zauzimanje bi prepolovilo carstvo na dva dijela. Ipak se on na kraju oprijedijelio za churchillovu ideju desanta na Galipolje, koji je završio katastrofalnoj kampanji vođenoj od 1915. do 1916. godine.
Taj neuspjeh, kao i nedostatak municije na bojišnicama doveo je do teške političke krize 1915. godine, i stvaranja nove koalicijske vlade. Kitchener politički ugled bio je teško uzdrman, ipak zbog popularnosti koju je uživao u javnosti, i nova vlada zadržala ga je kao ministra, ali mu je oduzela resor nabave municije, to je prebačeno na novo ministarstvo koje je vodio David Lloyd George.
Poginuo je u 1916. godine blizini Orkneyskih otoka kada je krstarica Hampshire s kojom je krenuo u diplomatsku misiju u Carsku Rusiju, naletjela na njemačku minu i potonula. Od 655 mornara poginulo je 643, njegovo tijelo nikad nije pronađeno.
Nakon njegove smrti na Kitchenera se gledalo kao na dobrog vojnika, ali ne i dobrog administratora. Kitchener je komandirajući s relativno malim snagama u britanskim kolonijalnim ratovima postigao izuzetne rezultate, ali ugled mu je umanjivala njegova priroda, on nije bio voljan objašnjavati svoje postupke, i nije volio povjeravati i dijeliti sa suradnicima gotovo ništa.

## Nasljedstvo
Nakon 1970. godine promijenila se percepcija o njemu, danas se hvali njegova strateška vizija u Prvom svjetskom ratu, a posebno se ističe njegov napor za povećanje proizvodnje municije i ratnog materijala i sav napor za povećanje borbene spremnosti Britanske vojske 1914. i 1915. godine.

## Životopisi
- Arthur, Sir George Life of Lord Kitchener Macmillan 1920
- C. R. Conder and H. H. Kitchener, Survey of Western Palestine: Memoirs of Topography, Orography, Hydrography and Archaeology, ed. E. H. Palmer and W. Besant, 3 vols. (London: Palestine Exploration Fund, 1881–1885).
- Hodson, Yolande. "Kitchener, Horatio Herbert," in The Oxford Encyclopedia of Archaeology in the Near East, ed. Eric M. Meyers (New York: Oxford University Press, 1997). Pages 300–301 ISBN 0-19-511217-2
- King, Peter The Viceroy's Fall: How Kitchener destroyed Curzon Sidgwick & Jackson, 1986 ISBN 0283993138
- Magnus, Philip Kitchener: Portrait of an Imperialist 1958 (reissued 1968) New York: E.P. Dutton
- Pollock, John Kitchener: Architect of Victory, Artisan of Peace Carroll & Graf Publishers (27 April 2001), ISBN 0-7867-0829-8[3]
- Warner, Philip Kitchener: The Man Behind the Legend Cassell; New Ed edition, May 2006, ISBN 0-304-36720-6

## Vanjske poveznice
- Kitchener Scholars' Fund  Arhivirana inačica izvorne stranice od 25. travnja 2006. (Wayback Machine) (engl.)
- National Portrait Gallery 112 portreta Lorda Kitchenera